# پرونده تری شایوو
پرونده تری شایوو (/tɛri: ˈʃaɪvoʊ/) پرونده‌ای در مورد حق مردن قانونی در آمریکا از ۱۹۹۵ تا ۲۰۰۵ بود. موضوع اصلی پرونده ترزا ماری شایوو (انگلیسی: Terri Schiavo؛ زاده ۳ دسامبر ۱۹۶۳ درگذشته ۳۱ مارس ۲۰۰۵) بود که پس از ایست قلبی و فرایند احیا شدن دچار آسیب شدید مغزی شد و پس از آن زندگی نباتی داشت.

چپ: سی تی اسکن مغز سالم؛ راست: سی تی اسکن مغز شایوو در سال ۲۰۰۲. زوال بافت مغزی مشهود است. منطقه سیاه حاوی مایع مغزی است که نشان دهنده هیدروسفالی است. نقطه سفید در سمت راست تصویر تحریک کننده تالامیک است که در مغز تری کار گذاشته شده بود.

همسر شایوو که ولی حقوقی وی نیز بود بر این عقیده بود که تری ادامه حمایت حیاتی مصنوعی به مدت طولانی را نمی‌خواهد چون امیدی به بهبودی ندارد و رای بر خارج کردن لوله معده وی که تنها راه تغذیه و تأمین آب بدن تری بود داد. والدین شایوو مخالف این کار بودند و تشخیص پزشکی شایوو را به چالش کشیدند و معتقد بودند رساندن آب و مواد غذایی از راه لوله معده باید ادامه یابد.
موضوع پرونده بسیار جنجالی و طولانی بود؛ و پای سیاستمداران ایالتی و فدرال تا رئیس‌جمهور وقت جرج دبلیو بوش را نیزبه پرونده باز کرد. پس از هفت سال تأخیر در ۱۸ مارس ۲۰۰۵ به دستور یک قاضی لوله معده برای تغذیه وی خارج شد و تری در ۳۱ مارس ۲۰۰۵ درگذشت. اگر چه نگرانیهایی وجود داشت که شاید وی از دهیدراسیون ناشی از عدم تغذیه رنج برده ولی بعضی از مطالعات نشان داده‌اند که مرگ بر اثر عدم تغذیه با لوله معده مانند پرونده تری مرگی آرام بوده‌است.